# Bistum Halberstadt

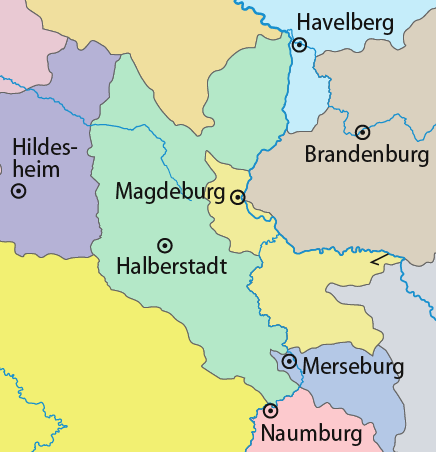
Bistum Halberstadt

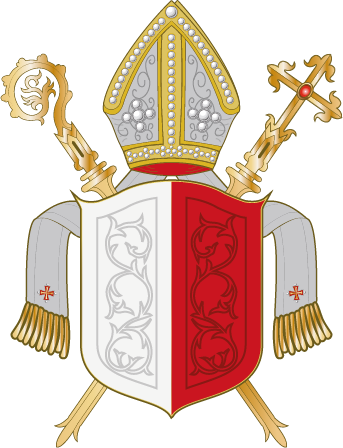
Das Wappen des Bistums Halberstadt

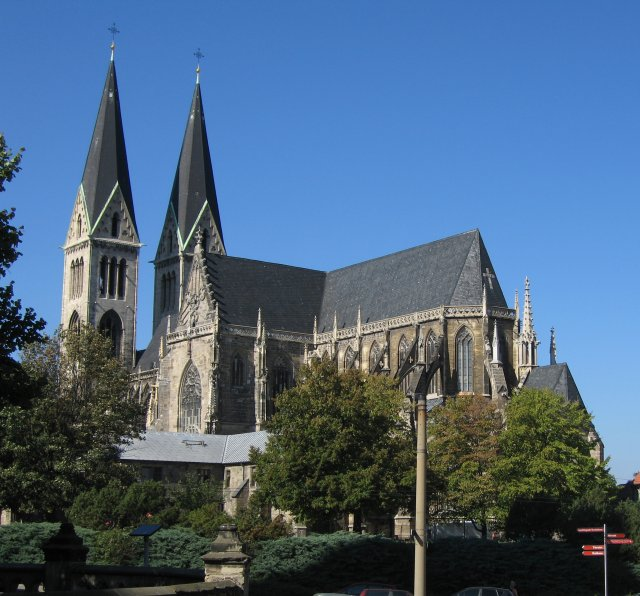
Der Dom zu Halberstadt, Kathedrale der Bischöfe von Halberstadt

Das Bistum Halberstadt (vor 902 bis 1648) ist ein untergegangenes historisches Bistum. Es gehörte zur Kirchenprovinz Mainz. 
Der Territorialbesitz des Bistums, das Hochstift Halberstadt, ging 1648 infolge des Westfälischen Friedens als weltliches Fürstentum in den Besitz des Kurfürsten von Brandenburg über.

## Geschichte

### Mittelalter
Das Datum der Gründung ist unbekannt. Eine Gründungsurkunde fehlt. Die Urkunde Ludwigs des Frommen vom 2. September 814, in der auf eine Gründung durch Karl den Großen verwiesen wird, ist eine Fälschung aus dem 12. Jahrhundert. Der darin als Bischof ausgewiesene Hildegrim war nicht Bischof von Halberstadt, sondern ausschließlich Bischof von Châlons und wurde auf Veranlassung des Mainzer Erzbischofs von dort in das Gebiet um das spätere Halberstadt entsandt, um unter den Sachsen zu missionieren.
Mit dieser Entsendung folgten die fränkischen Herrscher einem Muster, das auch für andere sächsische Missionsgebiete festzustellen ist. Hildegrims Wirkungskreis dürfte zunächst die Entfernung von einer Tagesreise nicht überschritten haben, also etwa 20 bis 30 km. Die Grenzen seines Wirkungsgebietes oder gar eines Bistums wurden nicht festgelegt.
Erstmals für das Jahr 859 ist mit der Domweihe die Errichtung eines Kirchengebäudes in Halberstadt belegt. Im Jahr 902 hat das Bistum bereits bestanden. Aus diesem Jahr datiert eine Immunitätsurkunde Ludwig des Kindes. Danach reichte die Diözese im Norden bis an die Aller und Ohre, im Osten bis an Elbe und Saale, im Westen bis an die Oker, im Südwesten bis an die Gebiete von Unstrut, Helme und Wipper und im Süden bis nach Merseburg und Zeitz.
Ungefähr zur gleichen Zeit wird in den Quedlinburger Annalen mit dem in Halberstadt residierenden Bischof Sigimund erstmals ein Bischof als Bischof von Halberstadt bezeichnet. Der Missionierung verdankt die Region ihren wirtschaftlichen und kulturellen Aufschwung. Pläne Ottos I., das Bistum nach Magdeburg zu verlegen, scheiterten zunächst am Widerstand des Halberstädter Bischofs Bernhard von Hadmersleben. Unter seinem Nachfolger verlor Halberstadt dann den östlichen Teil seiner Diözese an das Erzbistum Magdeburg.
Von Heinrich III. erhielt das Halberstädter Bistum zahlreiche Grafenrechte, die im näheren Umkreis zum Aufbau eines eigenen Territoriums genutzt wurden, dem Hochstift Halberstadt. Von 1036 bis 1059 war Burchard, der vormalige Kanzler Konrads II., Bischof von Halberstadt. Ihm folgte Burchard II., ein Neffe des Erzbischofs von Köln, Anno, der ein Anhänger Hildebrands, des späteren Papst Gregor VII. war und so die Wahl Alexander II. befürwortete, weshalb er in schwere Konflikte mit Kaiser Heinrich IV. geriet.
1479 wurde Ernst von Magdeburg zum Administrator – eine Personalunion, die sich erst 1566 mit dem Regierungsantritt von Bischof Heinrich Julius löste. Dieser wurde zum ersten nicht-katholischen Bischof von Halberstadt.

### Reformation
1521 begann im Reichsgebiet die Reformation, was auch für das Bistum Halberstadt nicht folgenlos blieb. Um 1540 erkauften sich die Bürger vom Erzbischof des Erzbistums Magdeburg die Religionsfreiheit. Bis 1549 waren die Städte, Dörfer und die Ritterschaft des Bistums zum lutherischen Bekenntnis übergetreten. Lediglich das Domkapitel, die Klöster und die Stifte verblieben noch im katholischen Bekenntnis.
Im Jahr 1566 wählte das Domkapitel jedoch erstmals einen offiziell protestantischen Bischof, Heinrich Julius von Braunschweig-Wolfenbüttel, nachdem bereits sein Vorgänger Sigismund von Brandenburg die Reformation unterstützt hatte. Gleichwohl erwirkte es die Bikonfessionalität, also die friedliche Koexistenz der katholischen und lutherischen Konfession. Die Wahl wurde nicht vom Papst bestätigt. Um die Amtseinführung Heinrich Julius’ 1578 gab es öffentliche Debatten. Die Regentschaft Heinrich Julius und seiner protestantischen Nachfolger war geprägt von der Auseinandersetzung zwischen katholischem Kapitel und dem Bischof.
Durch die komplexe Situation verblieb bis 1648 das Bistum in der Bikonfessionalität. In diesem Jahr endete der Dreißigjährige Krieg mit einem Friedensschluss, der das Bistum Halberstadt säkularisierte und sein Territorium als Fürstentum Halberstadt dem Kurfürsten von Brandenburg zusprach. Dadurch wurde es ein Teil Brandenburg-Preußens. Die verbleibenden Katholiken gingen 1669 im Apostolischen Vikariat des Nordens auf.
2004 war das Jahr, in dem das Jubiläum „1200 Jahre Bistumsgründung Halberstadt“ mit Aktionen, Veranstaltungen, Ausstellungen, Konzerten und Führungen feierlich begangen wurde.

## Ausdehnung und Organisation
Das Bistum, in dessen geistlichem Aufsichtsbereich sich ca. 100 Stifte, Klöster und Komtureien befanden, gliederte sich zu Beginn des 13. Jahrhunderts in 13 Archidiakonate, die dann jedoch bis 1400 auf 37 anwuchsen. Diese befanden sich zumeist in den Händen von Domherren, welche sich oftmals durch Archipresbyter vertreten ließen. Die Offiziale besaßen einen Beamtenapparat, der es ihnen in geringem Umfang ermöglichte, neben der kirchlichen Gerichtsbarkeit auch weltliche Gerichtsbarkeit auszuüben. Unterstützt wurde der Offizial hierbei durch in bestimmten Grenzgebieten der Diözese amtierende Sonderoffiziale.